# Ciudad Arce
Ciudad Arce es un distrito de El Salvador, perteneciente al municipio de La Libertad Centro, departamento de la Libertad, ubicado en la región central del país, a 45 kilómetros de San Salvador, capital de la república. 
El distrito posee una extensión territorial de 86.76 km² y una población de 65,550 habitantes según la estadística gubernamental del censo 2024.
Sus puntos límites son: al Norte y al Este con el Distrito de San Juan Opico, al Sur con el Distrito de Armenia (del departamento de Sonsonate), Sacacoyo y Colón y al Oeste con los Distritos de Coatepeque y El Congo (del departamento de Santa Ana). 
| Censo | Población | Cambio | Porcentaje |
| ----- | --------- | ------ | ---------- |
| 2007  | 60 314    | N/D    | N/D        |
| 2024  | 65 550    | 5 236  | 8.7%       |

## Toponimia
El nombre proviene del Decreto Legislativo n.° 257 del 28 de noviembre de 1947, que le otorgó el título de ciudad con la denominación: Ciudad Arce, en memoria del prócer de la independencia de El Salvador Manuel José Arce.

## Geografía física
Es colindante al norte y este con el distrito de San Juan Opico, al sur con los distritos de Armenia, Sacacoyo y Colón, al oeste con Coatepeque y El Congo.  
Ciudad Arce se caracteriza por su topografía accidentada y sus calles de grandes pendientes. Sus cerros principales son: Chichimeco y El Cuervo. Los principales ríos son: Rio Sucio, Agua Caliente y Talnique.  

## Historia

### Origen -sigloXIX
Sus orígenes se remontan en la segunda mitad del siglo XIX. Este lugar era conocido en aquel entonces como El Chilamatal, debido a la presencia de árboles de chilamates. Es un sitio de paso en la ruta de San Salvador a Santa Ana donde con frecuencia pernoctaban los viajeros que cubrían dicha ruta. Por esta razón, al pie de enormes árboles de chilamates se fueron construyendo champas al principio, posteriormente ranchos y casas de paja, luego fueron  apareciendo pequeñas tiendas y posadas en el lugar.    

### Título de Pueblo -sigloXX
A fines del primer cuarto del siglo XX el valle del Chilamatal de la jurisdicción de Opico, había progresado considerablemente, tanto por su situación geográfica en la ruta de San Salvador a Santa Ana, sino también porque llegó a ser una de las estaciones ferroviarias de mayor actividad comercial. Era tal la prosperidad del valle que sus vecinos solicitaron a las autoridades el ascenso del mismo a la categoría de pueblo. Durante la administración del presidente Jorge Meléndez y por Decreto Legislativo de 25 de junio de 1921, el valle del Chilamatal se erigió en pueblo y cabecera del municipio que comprendió los valles de Santa Rosa, Las Cruces, La Esperanza, San Andrés, Zapotitán, El Espino y Caña de Tarro, segregados todos de la jurisdicción de Opico. La misma Ley ordenó que El Chilamatal gozaría de la categoría de pueblo desde el momento en que se publicara en el Diario Oficial el respectivo decreto, lo que ocurrió el 7 de julio de 1921. La primera municipalidad entró en funciones el día 10 de enero de 1922.  

### Título de Villa
El pueblo de El Chilamatal, por su misma posición geográfica y crecimiento de la población, estaba llamado a ascender en poco tiempo a una categoría superior. Así fue en efecto, pues durante la Dictadura del General Maximiliano Hernández Martínez y por Decreto Legislativo de 17 de junio de 1936, se otorgó al pueblo de El Chilamatal el título de villa.

## Título de Ciudad y cambio de nombre

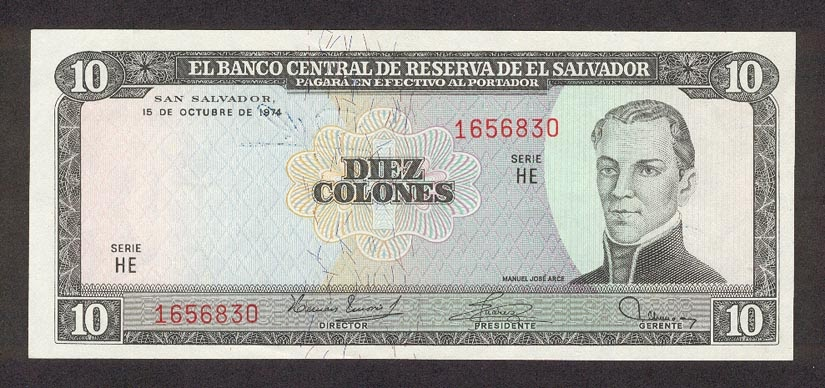
Antiguo billete de 10 colones salvadoreños, con la imagen del General Manuel José Arce.

Durante la presidencia del General Salvador Castaneda Castro y por Decreto Legislativo de 28 de noviembre de 1947, se confirió a la villa de El Chilamatal el título de ciudad y se le cambió su nombre primitivo por el de Arce, a solicitud de su municipalidad. La nueva denominación se confirió porque según el decreto: "es oportuno denominar a la nueva ciudad con el apellido de uno de los próceres de nuestra independencia política, el General Manuel José Arce, para ilustración histórica y como tributo de homenaje del pueblo salvadoreño a la memoria de aquel patriota". El decreto establece claramente que la nueva ciudad se denominará Ciudad Arce.

DECRETO No. 257.
LA ASAMBLEA NACIONAL LEGISLATIVA DE LA REPÚBLICA DE EL SALVADOR,
Considerando: que la Municipalidad de la villa “El Chilamatal”, departamento de La Libertad, ha solicitado que se confiera a dicha villa el título de ciudad, habida cuenta del notable incremento que aquella localidad ha alcanzado tanto en su población como en su comercio, solicitud que se extiende además a que se le denomine “Ciudad Arce”; y
Considerando: que son justas las razones que expone la Municipalidad solicitante y que es oportuno denominar a la nueva ciudad con el apellido de uno de los próceres de nuestra Independencia política, General Manuel José Arce, para ilustración historia y como tributo de homenaje del pueblo salvadoreño a la memoria de aquel patriota:
Por tanto,
en uso de sus facultades legales,

D  e  c  r  e  t  a:

Art. 1.- Confiérase el título de Ciudad a la villa “El Chilamatal”, en el departamento de La Libertad.
Art. 2.- Esa nueva ciudad se denominará “CIUDAD ARCE”.
Art. 3.- Este decreto tendrá vigencia en el término legal ordinario, es decir doce días después de su publicación en Diario Oficial:

Dado en el Salón de Sesiones de la Asamblea Nacional Legislativa; Palacio Nacional: San Salvador, a los veintiocho días del mes de noviembre de mil novecientos cuarenta y siete.
Ricardo Rivas Vides,
Presidente.

Rafael Domínguez Parada,
Primer Secretario.

Amadeo Artiga,
Segundo Secretario.

Palacio Nacional: San Salvador, a primero de diciembre de mil novecientos cuarenta y siete.

E j e c ú t e s e,

SALVADOR CASTANEDA CASTRO,
Presidente de la República.

J. Angel Avendaño,
Ministro del Interior.

Diario Oficial No. 271,
Tomo No. 143,

Fecha: sábado, 06 de diciembre de 1947.

Decreto Legislativo 257 del 28 de noviembre de 1947.

## Demografía
Cuenta con una población de 65.550 habitantes de las cuales 31.141 son hombres y 34.409 son mujeres, teniendo así una densidad poblacional de 755.53 habitantes por kilómetro cuadrado.

## Economía
Ciudad Arce se encuentra en un alto crecimiento siendo de los primeros en la lista de distritos más desarrollados en el país  superando a otras ciudades, debido al alto número de presencia de fábricas. La ciudad cuenta con un mercado municipal de tres niveles siendo el más moderno del departamento de La Libertad. 

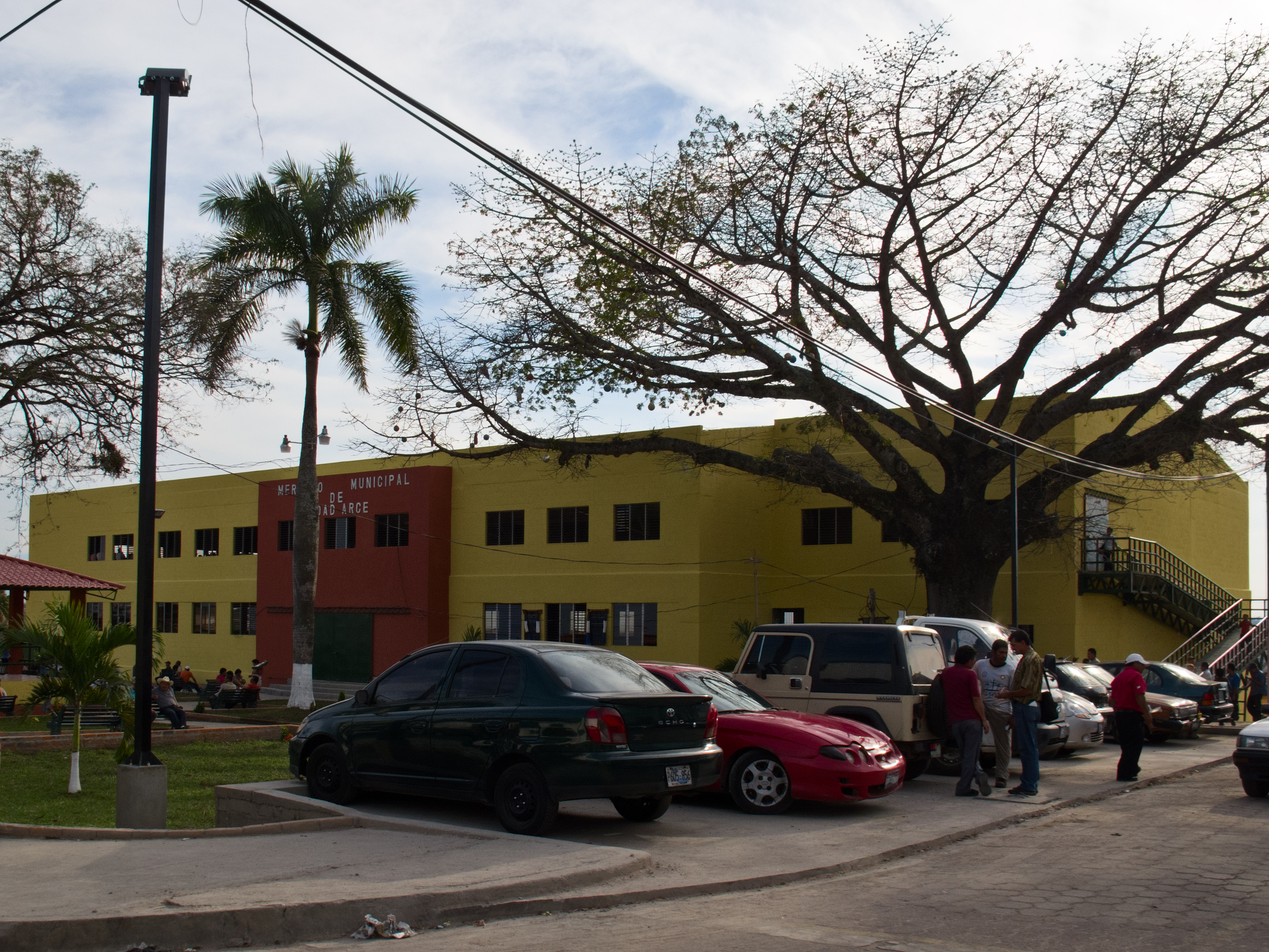
Mercado municipal de Ciudad Arce.

La zona comercial del distrito se desarrolla en el centro de la ciudad con el mercado municipal localizado al lado de la plaza central. El comercio es variado y cuenta con la presencia de pequeñas y medianas empresas.  
Ciudad Arce presenta bastante actividad industrial, la mayoría de las industrias se encuentran localizadas en la zona franca American Industrial Park, existen además, grandes empresas como Avícola Salvadoreña, Sello de Oro, Molsa, parque industrial San Andrés con un pequeño edificio de vidrio y Muebles Encina.  
Otro sector productivo existente son las numerosas ladrilleras para la actividad de la construcción que se ubican en diversas partes del distrito. 

## Transportes
Los habitantes de Ciudad Arce pueden movilizarse mediante distintos medios de transporte, tales como:
1- Mototaxis.
2- Ruta 100-A popularmente conocidas como "Coaster".
3- Ruta 655 también llamadas "Busetas".  

## Servicios públicos
Entre sus instituciones se encuentran:La Unidad de Salud, una sede de La Cruz Roja, un comando de salvamento de La Cruz Verde, dieciocho escuelas y tres institutos. 
El cementerio municipal, se localiza al costado sur en las afueras del casco urbano. Existe otro también en el Cantón Santa Rosa.

### Abastecimiento
En el caso de Ciudad Arce, según información proporcionada por las autoridades del distrito, únicamente carecen de servicios de agua potable los cantones Las Cruces y Las Acosta. El resto del distrito está prácticamente cubierto por este servicio, ya sea de tipo domiciliar o por cantareras. 
El servicio de electricidad es el más eficiente, ya que está cubierto prácticamente en su totalidad.

### Educación
En el tema de los equipamientos, éste se encuentra concentrado en el caso urbano.
En lo referente al equipamiento en educación, en el área urbana existen un total de 12 establecimientos, entre ellos:
| N.º | Nombre de la institución                                                        |
| --- | ------------------------------------------------------------------------------- |
| 1   | Centro Escolar Margarita de Cristiani                                           |
| 2   | Centro Escolar de Ciudad Arce                                                   |
| 3   | Colegio Arce Jeriel (Bachillerato y 7,8,9°)                                     |
| 4   | Instituto Técnico San Antonio (Bachillerato)                                    |
| 5   | Escuela de Educ. Parvularia Carrousel de Niños                                  |
| 6   | Centro Escolar San Francisco (hasta Plan Básico de Día y Nocturna Bachillerato) |
| 7   | Colegio Inmaculada Concepción de María                                          |
| 8   | Kinder Nacional                                                                 |
| 9   | Instituto de Ciudad Arce                                                        |
| 10  | Liceo Cristiano Reverendo Juan Bueno                                            |
| 11  | Escuela de Educación Parvularia Ciudad Arce                                     |
| 12  | Escuela Urbana Mixta Marcelina viuda de Granillo                                |

En el área rural, existen los siguientes establecimientos educativos:
| N.º | Nombre de la institución                                                        | Ubicación                         |
| --- | ------------------------------------------------------------------------------- | --------------------------------- |
| 1   | Centro Escolar Cantón Zapotitán                                                 | Zapotitán                         |
| 2   | Centro Escolar El Conacaste                                                     | El Conacaste                      |
| 3   | Centro Escolar Ignacio Ellacuría                                                | Desvío a Agua Caliente            |
| 4   | Liceo Cristiano El Salvador                                                     | Barrio San Jacinto                |
| 5   | Centro Escolar Caserío Comunidad Tecpán                                         | Cantón San Andrés                 |
| 6   | Centro Escolar Colonia Margaritas Entrevías                                     | Cantón Santa Lucía                |
| 7   | Centro Escolar Caserío El Cafetalito                                            | Cantón Santa Rosa                 |
| 8   | Complejo Educativo Jutta Steiner de Toruño                                      | Cantón Santa Lucía                |
| 9   | Complejo Educativo Colonia Ciudad Obrera 26 de Enero                            | Colonia Ciudad Obrera 26 de Enero |
| 10  | Centro Escolar Cantón San Andrés                                                | Cantón San Andrés                 |
| 11  | Centro Escolar Cantón Las Acostas                                               | Cantón Las Acostas                |
| 12  | Centro Escolar Cantón Las Cruces                                                | Cantón Las Cruces                 |
| 13  | Centro Escolar Cantón La Reforma                                                | Cantón La Reforma                 |
| 14  | Centro Escolar comunidad San Francisco Hacienda Zapotitán                       | Zapotitán                         |
| 15  | Centro Escolar Profesor Óscar Armando Guerra Castro Desvío Cantón Flor Amarilla | Cantón Flor Amarilla              |
| 16  | Centro Escolar Caserío Lotificación San Carlos 2 Cantón La Joyita               | Cantón La Joyita                  |
| 17  | Instituto San Andrés                                                            | Cantón San Andrés                 |
| 18  | Centro Escolar Cantón La Esperanza                                              | Cantón La Esperanza               |
| 19  | Centro Escolar Caserío Los Indios                                               | Cantón San Antonio Abad           |
| 20  | Liceo Cristiano El Salvador Cantón Veracruz                                     | Cantón Veracruz                   |
| 21  | Centro Escolar Doctor Mauricio Guzmán Cantón Santa Rosa                         | Cantón Santa Rosa                 |
| 22  | Centro Escolar Cantón Loma de Andalucía                                         | Cantón Lomas de Andalucía         |
| 23  | Centro Escolar Cantón Cerro de Plata                                            | Cantón Cerro de Plata             |

### Salud
Con respecto a los servicios en salud, en el caso urbano se encuentra una Unidad de Salud Dr. José Ronald Avelar, localizada en la entrada del núcleo urbano. Existe además, una Cruz Roja sobre la carretera de acceso al casco urbano, un Comando de Salvamento de Cruz Verde cerca de la parada de Santa Rosa. Existen también clínicas asistenciales privadas localizadas en la zona comercial del casco urbano. En el área rural, no existe ningún puesto de salud, únicamente promotores sociales enviados por la Unidad de Salud del área urbana.

### Seguridad
En lo que respecta a la seguridad ciudadana, ha mejorado notablemente ya que existe una fuerte presencia de la Policía Nacional Civil (PNC) a partir de la presidencia de Nayib Bukele, brindado protección y combatiendo con éxito al crimen organizado. En el área rural, los agentes realizan rondas por los diversos cantones rurales del municipio brindando seguridad a la población. 

## Patrimonio

### Arqueología
En la jurisdicción de Ciudad Arce existen varios vestigios de poblaciones precolombinas. En la hacienda de Zapotitán, en los parajes denominados Los Cerritos y Los Indios, como en la hacienda de San Andrés y otros sitios de la comarca, los aborígenes han dejado huellas perdurables de una civilización avanzada. Las ruinas más importantes son las del sitio arqueológico de San Andrés, famosas por sus notorias construcciones piramidales de adobe y calicanto, por su estatuaria lítica y por su profusa y artística cerámica; y las de San Juan Tecapa, anegadas en noviembre de 1658 por las aguas de la laguneta de Zapotitán. 

## Organización territorial y urbanismo
Los usos predominantes en el distrito son los habitacionales. En el casco urbano, se mezclan diferentes densidades, los lotes que se observaron fueron entre 100 mts2 y 700 mts2. En las zonas de mayores pendientes, y a medida que se alejan del casco urbano, los lotes son de mayores dimensiones, aproximadamente de 1,500 mts2 y se percibe un ambiente más rural.
Sin embargo es importante mencionar, que para su administración el distrito de Ciudad Arce se divide en 12 cantones, siendo éstos:
| N.º | Localidad                         |
| --- | --------------------------------- |
| 1   | El Conacaste                      |
| 2   | La Esperanza                      |
| 3   | La Joyita                         |
| 4   | La Reforma                        |
| 5   | Colonia Ciudad Obrera 26 de Enero |
| 6   | Las Cruces                        |
| 7   | Las Lomas                         |
| 8   | Las Acosta                        |
| 9   | San Andrés                        |
| 10  | Santa Lucía                       |
| 11  | Santa Rosa                        |
| 12  | Veracruz                          |

## Cultura
Con respecto a las actividades culturales, existe una Casa de la Cultura, la cual está ubicada sobre la Calle Francisco Gavidia.
Los cultos religiosos se realizan tanto en los templos católicos como centros de culto evangélicos.
Existen dos Iglesias Católicas, una de ellas ubicada frente a la plaza central y la otra en la 11ª Avenida Sur.
Las Iglesias evangélicas ascienden a 14 en el área urbana, adaptadas en casa de habitación. En el área rural existen 10 templos católicos y 16 centros de culto evangélicos en los diferentes cantones del distrito.  

## Turismo
Posee el parque arqueológico de San Andrés, visitado tanto por turistas nacionales como extranjeros. La ciudad cuenta con dos parques acuáticos locales: Termos del Río y Cascadas de San Pedro; y una diversidad de restaurantes gastronómicos.